# V2 (centre commercial)
Pour les articles homonymes, voir V2.
Aushopping V2 est un centre commercial français implanté sur la commune de Villeneuve-d'Ascq (Nord) et réalisé par l'architecte Jean Willerval. Il a été inauguré le 8 novembre 1977, à l'époque de la constitution de la ville nouvelle.
Il est à l'époque de sa création le plus grand centre commercial au Nord de Paris et demeure en 2004 la plus grande zone commerciale du Nord-Pas-de-Calais.
Le centre appartient à trois copropriétaires : Rodamco Europe, Auchan et Agapes.
Ce site est desservi par la station de métro Villeneuve-d'Ascq - Hôtel de Ville.

## Dénomination
Hormis une mode d'appeler les grands centres commerciaux avec un 2 (Italie 2, Bercy 2), le centre commercial a eu ce nom à cause du centre commercial Villeneuve 1 situé à Triolo.

## Historique

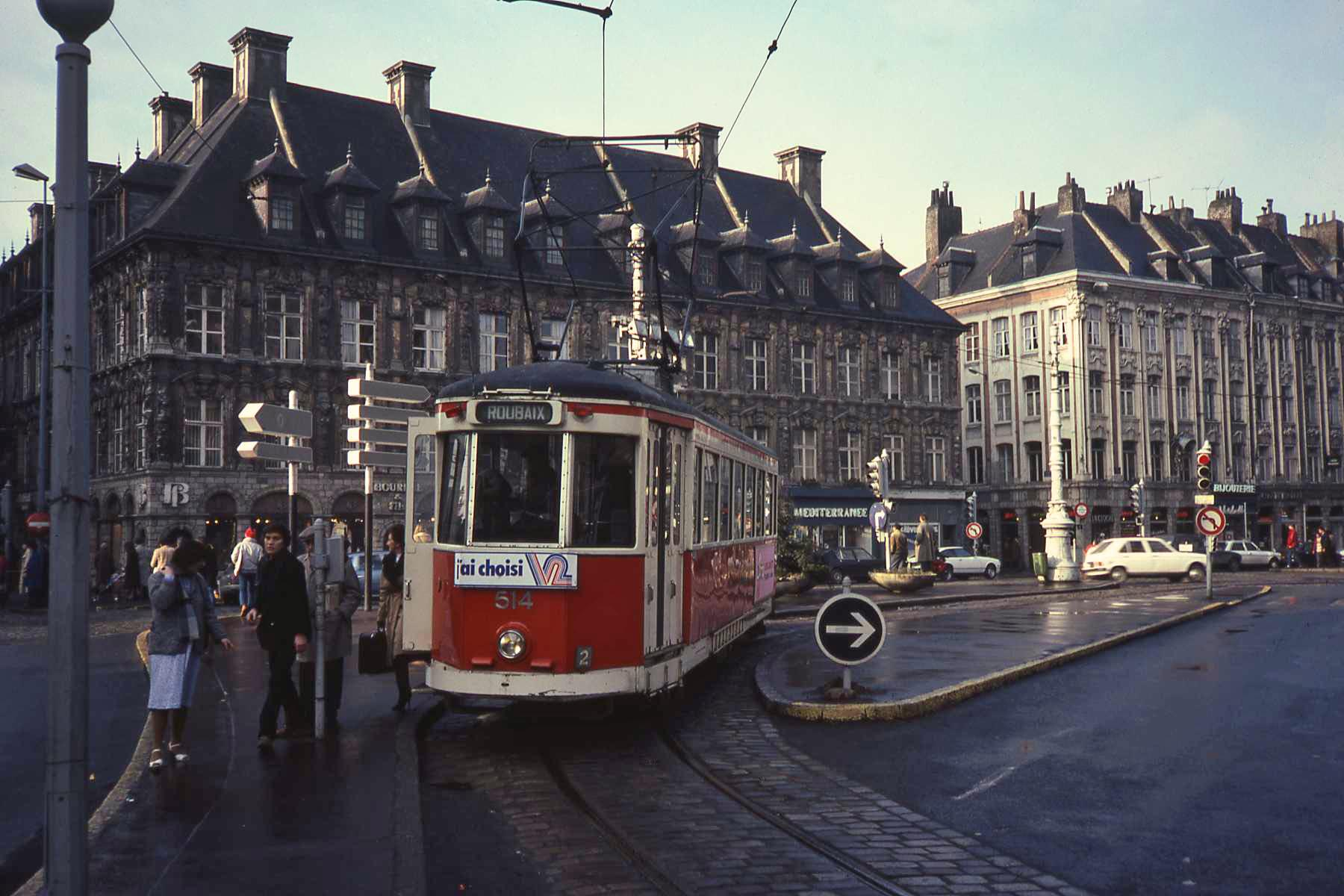
Tramway à Lille en 1982, affichant une publicité pour le centre commercial

La création de la ville nouvelle de Villeneuve-d'Ascq est décidée en 1969 lors des premiers décrets sur les villes nouvelles dans le cadre de l'aménagement de Lille Est. 
Le centre commercial est prévu dès l'origine pour tenir lieu de centre ville. En 1977, les premiers logements sont habités dans le quartier de l'Hôtel de ville, et le centre commercial y ouvre ses portes dès le 8 novembre 1977.
Dès 1983, lors de la mise en service du métro de Lille, il est desservi par sa première ligne.   
Le premier restaurant de la chaîne Amarine a ouvert dans le centre commercial en 1990.
Agrandi une première fois en 1989, le centre commence en 2004 des travaux de réaménagement qui se termineront en 2006.
Un projet de complexe cinématographique et culturel, envisagé avec le promoteur britannique Heron International, prévoit de s'installer à proximité de V2. Ce projet connu sous le nom de Heron Parc a été évoqué dès 1991 et relancé en 2007. Heron Parc a ouvert à l'été 2009 avec l'ouverture de l'UGC mi-novembre, ainsi qu'une quinzaine de restaurants, de commerces de loisirs et de bureaux (certaines enseignes se sont décommandées). En 2012, le paiement biométrique avec le doigt y est expérimenté.

## Caractéristiques physiques

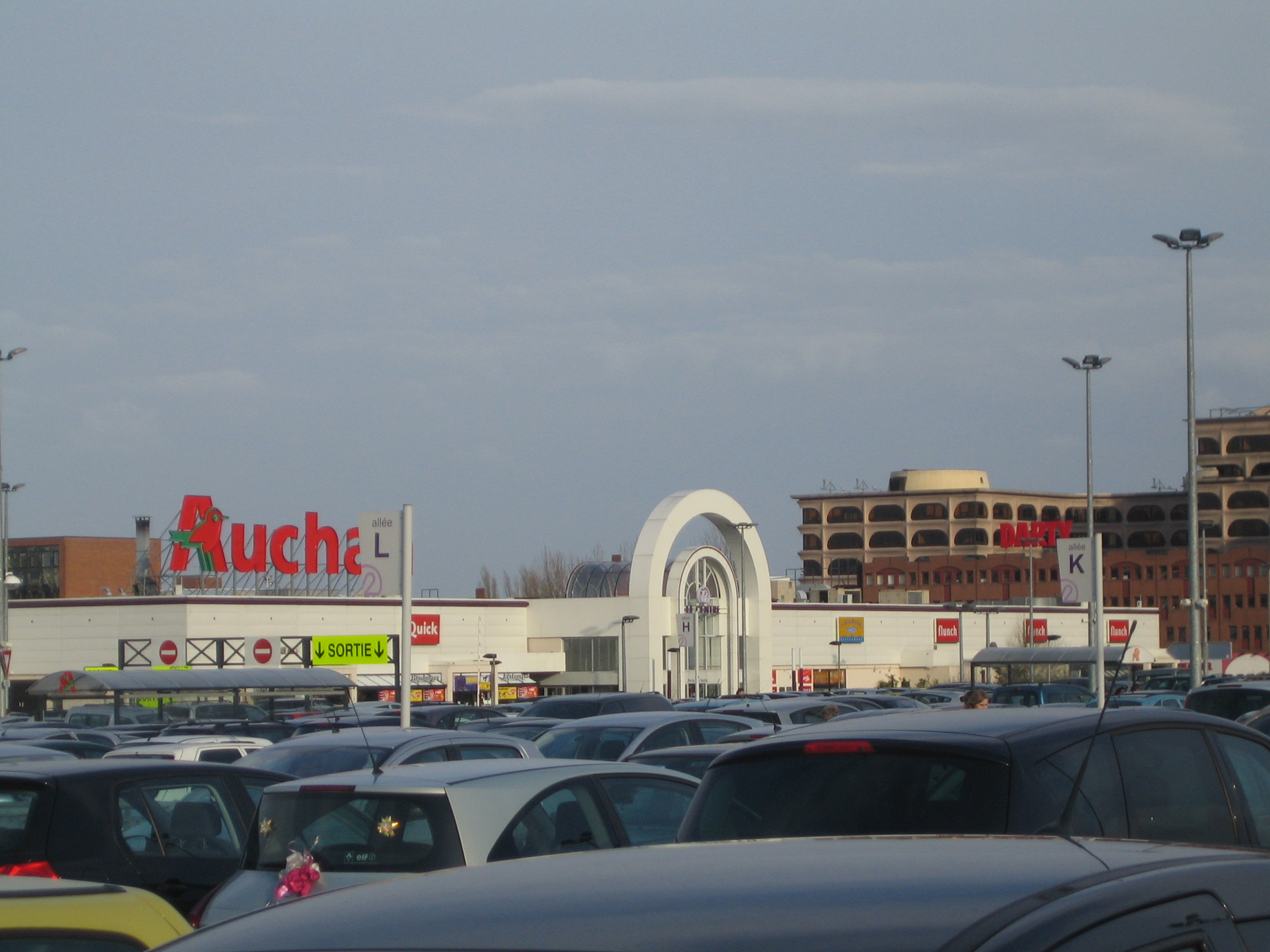
Centre commercial Auchan-V2

### Localisation et accès
Comme Villeneuve-d'Ascq est à la ville nouvelle de Lille à l'est, la ville est assez bien desservie. Elle est desservie par la route nationale 227, prolongement de l'autoroute A22 jusqu'à l'autoroute A27, ainsi que par quatre lignes de bus de Ilévia. Toutes les lignes commencent ou finissent au centre commercial. Contrairement au centre commercial Euralille, implanté entre les deux gares de Lille, le centre commercial V2 se situe à dix minutes de la gare de Lille-Flandres grâce à ligne 1 de métro qui le dessert à la station Villeneuve-d'Ascq - Hôtel de Ville, du fait que le centre commercial V2 se situe en face de l'hôtel de ville de Villeneuve-d'Ascq, dans le centre-ville.

### Aménagement intérieur
L'hypermarché, à l'enseigne Auchan, ainsi que les galeries commerciales sont répartis sur deux niveaux. Le centre commercial V2 comprend plus de 150 magasins et est entouré de nombreuses autres enseignes venues s'installer à son voisinage immédiat.

## Performances économiques
Le centre commercial, qui exerce une forte attractivité commerciale, est lié à la vie économique de la ville de Villeneuve-d'Ascq.
En 1997, l'hypermarché Auchan aurait fait un chiffre d'affaires de 1,5 milliard de francs tandis qu'en février 2000, le centre commercial V2 fait un chiffre d'affaires de 2,23 milliards de francs, soit 56 % du chiffre d'affaires de l'ensemble de Villeneuve-d'Ascq. En 2007, l'hypermarché Auchan a un chiffre d'affaires de 192,9 M€, soit 2,77 % par rapport à l'année précédente et se classe 41e hypermarché national. Pour 2008, il gagne une place avec 195,8 M€ de CA, soit une augmentation de 1,5 % et se classe derrière les Auchan de Louvroil et Boulogne-sur-Mer.